# Henri Leconte
Pour les articles homonymes, voir Leconte.
Pour l’article ayant un titre homophone, voir Henri Lecomte.
Henri Leconte, né le 4 juillet 1963 à Lillers (Pas-de-Calais), est un joueur de tennis français, professionnel de 1980 à 1996.
Il compte dix-neuf titres ATP en simple et en double messieurs à son palmarès, dont le tournoi de double de Roland-Garros, remporté en 1984.
En simple, il a également atteint la finale de ces mêmes Internationaux de France en 1988, et compte deux autres demi-finales à Paris, en 1986, année où il atteint également le dernier carré du tournoi de Wimbledon, ainsi qu'en 1992. Il est ainsi le seul joueur français de l'ère Open à avoir accédé aux demi-finales de Roland-Garros à trois reprises.
Vainqueur de la Coupe Davis avec l'équipe de France en 1991, il remporte en 1986 le Grand Prix Championship Series (ancêtre des Masters 1000) de Hambourg face à Miloslav Mečíř, et atteint son meilleur classement cette même année, à la cinquième place mondiale.
En double messieurs, il conquiert également le tournoi d'Indian Wells en 1992, associé à Guy Forget, et atteint une finale de l'US Open, avec Yannick Noah, en 1985, se classant au sixième rang mondial de la spécialité.
Reconnu parfois comme l'un des joueurs les plus doués à n'avoir jamais remporté de tournoi du Grand Chelem, son palmarès en fait néanmoins l'un des meilleurs joueurs français de l'ère Open.

## Carrière
Henri Leconte est né le 4 juillet 1963 à Lillers dans le Pas-de-Calais. Il a 6 ans lorsqu'il tient sa première raquette de tennis à la main. En 1969, il commence à prendre des cours au club de tennis de Joinville. Adolescent, il se passionne pour sa discipline de prédilection et arrête l'école en classe de troisième.
Joueur classé en 1re série française alors qu'il était encore cadet, Henri Leconte attira l'attention du monde du tennis en gagnant le titre junior aux Internationaux de France de tennis en 1980. On découvre alors son jeu de gaucher offensif (il pratique le service-volée), fondé sur une prise de risques quasi permanente et très spectaculaire.
En tant que professionnel, il remporte son premier titre en double au tournoi de Bologne en novembre 1981 et son premier titre majeur en simple à Stockholm en novembre 1982. En 1982 il remporte également les 5 étapes du circuit satellite français sur différentes surfaces, cumulant 24 victoires consécutives. 
En 1984, épaulé par le numéro 1 français de l'époque, Yannick Noah, il remporte le double aux Internationaux de France de tennis, c'est son seul titre du Grand Chelem. Leconte et Noah atteignent un an plus tard la finale de l'US Open et sont seulement dominés, après trois tie-breaks dans les trois premiers sets, par les spécialistes incontestés de l'époque, les Américains Ken Flach et Robert Seguso, sur le score de 6-7, 7-6, 7-6, 6-0. Henri Leconte devient en 1985 numéro 6 mondial en double, ce qui reste son meilleur classement dans cette discipline.
En simple, il entre dans le « top 10 » en 1985 grâce à un quart de finale aux Internationaux de France de tennis (il perd contre Mats Wilander mais avait terrassé, en huitièmes de finale, son rival national Yannick Noah en 5 sets). Il atteint le même stade de la compétition à Wimbledon (battu par un jeune allemand Boris Becker après avoir sorti Ivan Lendl). Il prouve à cette occasion qu'il est à l'aise sur toutes les surfaces. Il réalise la meilleure performance globale sur une année d'un Français en tournoi du Grand Chelem avec deux 1/4 et deux 1/8.
En 1986, Leconte atteint les demi-finales dans deux tournois du Grand Chelem, aux Internationaux de France de tennis (battu en quatre sets par la révélation du tournoi Mikael Pernfors) et Wimbledon (battu là encore en quatre sets par Boris Becker). Il atteint également, en septembre, les quarts de finale de l'US Open, ne s'inclinant que contre le numéro 1 mondial, Ivan Lendl, en quatre manches. Ces performances lui permettent cette année-là d'atteindre le 5e rang au classement ATP, son meilleur classement.
Il arrive aux Internationaux de France de tennis 1988 avec sur terre battue le titre de Nice en poche et la finale de Hambourg ainsi qu'une victoire sur Boris Becker, 6e mondial mais pas très à l'aise sur terre. Aux deux premiers tours les modestes Simon Youl et Bruno Orešar respectivement no 149 et 100 mondial le poussent dans des matchs en 5 sets. Au tour suivant il se défait plus facilement d'Horacio de la Peña no 107 mondial puis sort vainqueur d'un magnifique combat en 5 sets contre Boris Becker en huitièmes de finale. Pour son quart puis sa demi-finale deux bons joueurs de terre battue se présentent alors à lui Andrei Chesnokov no 19 et Jonas Svensson no 21: il les écarte mais en finale il ne résiste qu'un set contre le Suédois Mats Wilander avant de succomber à la pression (7-5, 6-2, 6-1) et de s'attirer, par un discours d'après-match maladroit, les foudres du public parisien. La désaffection relative que le public lui porte à partir de cet instant ne sera totalement effacée qu'en 1991, année de ses exploits en coupe Davis. Il finit cette année 1988 no 1 français et numéro 9 mondial.
À partir de la défaite contre Wilander, Leconte effectue une traversée du désert ponctuée de douleurs sciatiques et d'opérations du dos impliquant des arrêts, plus ou moins « définitifs », de sa carrière. Mais après la victoire de la France en coupe Davis, il participe aux Internationaux de France de tennis avec une wild card (invitation). Il a une nouvelle fois l'occasion de faire vibrer le public parisien en 1992 en atteignant pour la troisième fois de sa carrière la demi-finale des Internationaux de France de tennis. Il est battu par le Tchèque Petr Korda, gaucher offensif comme lui.
Il détient le meilleur ratio de match en 5 sets remporté dans un seul tournoi du grand chelem sur une carrière, à Roland-Garros 7-0, seul Marat Safin fait mieux à l'Open d'Australie avec 8-0.
Il joue la Coupe Hopman en janvier 1992 avec Julie Halard. À l'issue de la saison 1992, il reçoit le prix ATP du « Retour de l'année ».
Leconte remporte le dernier titre majeur de sa carrière sur le circuit ATP en juin 1993 au tournoi de Halle, dont il remporte la première édition. Il remporte également cette année-là en mars son dernier titre en double, à Indian Wells, avec Guy Forget.
Il prend sa retraite de joueur en octobre 1996, après avoir remporté neuf titres en simple et dix en double.
Il compte 28 victoires sur des joueurs du top 10 contre 66 défaites sur 94 rencontres, soit 30 % de victoires. Il a battu deux fois le no 1 mondial (Ivan Lendl).
Leconte était surnommé sur les courts « le Cimetière » à cause des nombreux joueurs qui ont connu des défaites cuisantes face à lui.
En 1997, il participe à une émission de C'est pas sorcier consacrée au tennis.

## Henri Leconte en coupe Davis
Henri Leconte connaît sa première sélection en double avec Yannick Noah en 1982. En quarts de finale à Roland-Garros, ils battent la paire tchécoslovaque Smid-Slozil. Puis il gagne sa place en simple (au détriment de Thierry Tulasne) pour disputer une première finale de coupe Davis en 1982 à Grenoble, contre les États-Unis de John McEnroe. La France est sévèrement battue 4-1. Leconte perd nettement son simple contre Gene Mayer.
Lors des années suivantes, Leconte grimpe au classement mondial mais ne va pas particulièrement briller en Coupe Davis, à l'exception d'une victoire sur Ivan Lendl en Tchécoslovaquie, en 1984. La France ne pourra faire mieux que demi-finaliste en 1983 et 1988.
Il faudra attendre 1991 pour voir la France, emmenée par le capitaine (et parfois joueur) Yannick Noah, atteindre une nouvelle finale contre les États-Unis de Pete Sampras (numéro 6 mondial à l'époque) et Andre Agassi (numéro 3 mondial). Leconte, tombé à la 159e place du classement ATP, est appelé à la surprise générale pour cette finale. Après la défaite initiale de Guy Forget face à Andre Agassi, personne ne croit vraiment aux chances des tricolores. Mais ce week-end, Leconte est sur un nuage, il retrouve son « panache » et son « génie » et devient le héros de cette finale en dominant Pete Sampras en trois petits sets (6-4, 7-5, 6-4) puis en battant, avec Guy Forget, les ultra-favoris Flach-Seguso sans trembler (6-1, 6-4, 4-6, 6-2), prenant ainsi sa revanche sur la finale perdue de l'US Open 1985. La France s'impose 3-1 à Lyon et remporte sa première coupe Davis depuis celle remportée par les Mousquetaires en 1932.
Au total, Henri Leconte a joué pour l'équipe de France pendant treize saisons consécutives, remportant 41 matchs et en perdant 25. Particulièrement performant en double (17 victoires - 5 défaites), il est invaincu avec Guy Forget (11 victoires) et il a gagné ses 14 derniers doubles joués (mars 1985 à juillet 1993).
Il faisait également partie avec Thierry Tulasne de l'équipe de France qui remporta la World Team Cup à Düsseldorf en 1986.

## Autres résultats

### Autres titres
- 1979 Champion de France cadets
- 1980 Vainqueur de la Coupe Galea (avec Thierry Tulasne et Jérôme Potier)
- 1980 Vainqueur du tournoi juniors à Internationaux de France de tennis
- 1980 Vainqueur de la Coupe Menard

### Autres performances marquantes de sa carrière
- 1979 Finaliste de l'Orange Bowl cadets
- 1979 Finaliste du Critérium national (2e série)
- 1980 Finaliste du championnat de France juniors
- 1986 et 1992 Demi-finaliste à Internationaux de France
- 1986 Demi-finaliste à Tournoi de Wimbledon
- 1986 Vainqueur de la Coupe du Monde par équipes à Düsseldorf (avec Thierry Tulasne et Guy Forget)
- 1986 Demi-finaliste Open de Paris-Bercy
- 1987 Demi-finaliste Open de Paris-Bercy
- 1990 Demi-finaliste Tournoi de Hambourg
- 1990 Demi-finaliste Tournoi de Monte-Carlo
- 1999 Vainqueur à Roland-Garros dans le Trophée des Légendes catégorie moins de 50 ans avec John McEnroe
- 2001 Vainqueur à Roland-Garros dans le Trophée des Légendes catégorie moins de 50 ans avec John McEnroe
- 2003 Vainqueur Tournoi de Wimbledon vétéran
- 2011 Vainqueur à Roland-Garros dans le Trophée des Légendes catégorie plus de 45 ans avec Guy Forget
- 2015 Vainqueur à Roland-Garros dans le Trophée des Légendes catégorie plus de 45 ans avec Guy Forget

## Parcours dans les tournois duGrand Chelem

### En simple
| Année | Open d'Australie | Open d'Australie | Internationaux de France | Internationaux de France | Wimbledon       | Wimbledon     | US Open         | US Open      | Open d'Australie | Open d'Australie |
| ----- | ---------------- | ---------------- | ------------------------ | ------------------------ | --------------- | ------------- | --------------- | ------------ | ---------------- | ---------------- |
| 1980  | n.o.             | n.o.             | 1er tour (1/64)          | H. Simonsson             | —               | —             | —               | —            | —                | —                |
| 1981  | n.o.             | n.o.             | 1er tour (1/64)          | Bengoechea               | 2e tour (1/32)  | M. Wilander   | —               | —            | —                | —                |
| 1982  | n.o.             | n.o.             | 1er tour (1/64)          | P. McNamara              | 1er tour (1/64) | R. Tanner     | 1er tour (1/64) | S. Denton    | —                | —                |
| 1983  | n.o.             | n.o.             | 2e tour (1/32)           | J. Higueras              | 2e tour (1/32)  | R. Van't Hof  | —               | —            | —                | —                |
| 1984  | n.o.             | n.o.             | 2e tour (1/32)           | P. McNamee               | —               | —             | 3e tour (1/16)  | J. Connors   | —                | —                |
| 1985  | n.o.             | n.o.             | 1/4 de finale            | M. Wilander              | 1/4 de finale   | Bo. Becker    | 1/8 de finale   | H. Günthardt | 1/8 de finale    | J. McEnroe       |
| 1986  | n.o.             | n.o.             | 1/2 finale               | M. Pernfors              | 1/2 finale      | Bo. Becker    | 1/4 de finale   | I. Lendl     | n.o.             | n.o.             |
| 1987  | 3e tour (1/16)   | P. Annacone      | 1er tour (1/64)          | R. Osterthun             | 1/4 de finale   | I. Lendl      | 1/8 de finale   | J. Connors   | n.o.             | n.o.             |
| 1988  | 3e tour (1/16)   | T. Witsken       | Finale                   | M. Wilander              | 1/8 de finale   | T. Mayotte    | 3e tour (1/16)  | J. Frawley   | n.o.             | n.o.             |
| 1989  | 1er tour (1/64)  | Gunnarsson       | —                        | —                        | —               | —             | —               | —            | n.o.             | n.o.             |
| 1990  | 3e tour (1/16)   | M. Pernfors      | 1/4 de finale            | J. Svensson              | 2e tour (1/32)  | A. Antonitsch | 2e tour (1/32)  | A. Cherkasov | n.o.             | n.o.             |
| 1991  | —                | —                | 2e tour (1/32)           | M. Vajda                 | 3e tour (1/16)  | G. Forget     | —               | —            | n.o.             | n.o.             |
| 1992  | 1er tour (1/64)  | G. Forget        | 1/2 finale               | P. Korda                 | 3e tour (1/16)  | G. Forget     | 3e tour (1/16)  | Washington   | n.o.             | n.o.             |
| 1993  | —                | —                | 1er tour (1/64)          | S. Bruguera              | 1/8 de finale   | Bo. Becker    | 1er tour (1/64) | J. Eltingh   | n.o.             | n.o.             |
| 1994  | 2e tour (1/32)   | M. Damm          | 1er tour (1/64)          | P. Haarhuis              | 1er tour (1/64) | À. Corretja   | —               | —            | n.o.             | n.o.             |
| 1995  | —                | —                | —                        | —                        | 1er tour (1/64) | J. Frana      | —               | —            | n.o.             | n.o.             |
| 1996  | —                | —                | 1er tour (1/64)          | T. Johansson             | —               | —             | —               | —            | n.o.             | n.o.             |

N.B. : à droite du résultat se trouve le nom de l'ultime adversaire.

### En double
| Année | Open d'Australie                                                                  | Open d'Australie | Internationaux de France                                                        | Internationaux de France                                                          | Wimbledon                                                                     | Wimbledon                                                                          | US Open                                                                     | US Open | Open d'Australie | Open d'Australie |
| ----- | --------------------------------------------------------------------------------- | ---------------- | ------------------------------------------------------------------------------- | --------------------------------------------------------------------------------- | ----------------------------------------------------------------------------- | ---------------------------------------------------------------------------------- | --------------------------------------------------------------------------- | ------- | ---------------- | ---------------- |
| 1980  | n.o.                                                                              | n.o.             | 1er tour (1/32) J. Potier \|\| style="text-align:left;" \| B. Manson B. Taróczy | —                                                                                 | —                                                                             | —                                                                                  | —                                                                           | —       | —                |                  |
| 1981  | n.o.                                                                              | n.o.             | 1er tour (1/32) Moretton \|\| style="text-align:left;" \| D. Carter P. Kronk    | —                                                                                 | —                                                                             | 1er tour (1/32) Moretton \|\| style="text-align:left;" \| H. Günthardt P. McNamara | —                                                                           | —       |                  |                  |
| 1982  | n.o.                                                                              | n.o.             | 2e tour (1/16) C. Kirmayr \|\| style="text-align:left;" \| T. Viljoen D. Visser | —                                                                                 | —                                                                             | —                                                                                  | —                                                                           | —       | —                |                  |
| 1983  | n.o.                                                                              | n.o.             | 1er tour (1/32) Y. Noah \|\| style="text-align:left;" \| J.L. Damiani R. Ycaza  | —                                                                                 | —                                                                             | —                                                                                  | —                                                                           | —       | —                |                  |
| 1984  | n.o.                                                                              | n.o.             | Victoire Y. Noah                                                                | P. Složil T. Šmíd                                                                 | —                                                                             | —                                                                                  | 1er tour (1/32) G. Forget \|\| style="text-align:left;" \| B. Dyke W. Masur | —       | —                |                  |
| 1985  | n.o.                                                                              | n.o.             | 1/8 de finale Fitzgerald \|\| style="text-align:left;" \| Giammalva Willenborg  | 2e tour (1/16) Y. Noah \|\| style="text-align:left;" \| K. Evernden M. Robertson  | Finale Y. Noah                                                                | K. Flach R. Seguso                                                                 | —                                                                           | —       |                  |                  |
| 1986  | n.o.                                                                              | n.o.             | 1/2 finale S. Stewart \|\| style="text-align:left;" \| S. Edberg A. Järryd      | 1er tour (1/32) S. Stewart \|\| style="text-align:left;" \| M. Schapers Woodforde | —                                                                             | —                                                                                  | n.o.                                                                        | n.o.    |                  |                  |
| 1987  | 1/8 de finale K. Curren \|\| style="text-align:left;" \| P. Annacone van Rensburg | —                | —                                                                               | 2e tour (1/16) M. Mečíř \|\| style="text-align:left;" \| P. Doohan L. Warder      | 1er tour (1/32) G. Forget \|\| style="text-align:left;" \| K. Flach R. Seguso | n.o.                                                                               | n.o.                                                                        |         |                  |                  |
| 1988  | —                                                                                 | —                | —                                                                               | —                                                                                 | —                                                                             | —                                                                                  | 1/8 de finale G. Forget \|\| style="text-align:left;" \| R. Leach J. Pugh   | n.o.    | n.o.             |                  |
| 1989  | —                                                                                 | —                | —                                                                               | —                                                                                 | —                                                                             | —                                                                                  | —                                                                           | —       | n.o.             | n.o.             |
| 1990  | 1/4 de finale Fleurian \|\| style="text-align:left;" \| G. Connell G. Michibata   | —                | —                                                                               | —                                                                                 | —                                                                             | —                                                                                  | —                                                                           | n.o.    | n.o.             |                  |
| 1991  | —                                                                                 | —                | —                                                                               | —                                                                                 | —                                                                             | —                                                                                  | —                                                                           | —       | n.o.             | n.o.             |
| 1992  | —                                                                                 | —                | 2e tour (1/16) G. Forget \|\| style="text-align:left;" \| L. Jensen L. Warder   | —                                                                                 | —                                                                             | —                                                                                  | —                                                                           | n.o.    | n.o.             |                  |
| 1993  | —                                                                                 | —                | 1/4 de finale Ivanišević \|\| style="text-align:left;" \| L. Jensen M. Jensen   | —                                                                                 | —                                                                             | —                                                                                  | —                                                                           | n.o.    | n.o.             |                  |
| 1994  | —                                                                                 | —                | 1er tour (1/32) M. Rosset \|\| style="text-align:left;" \| J. Garat M. Ruah     | —                                                                                 | —                                                                             | —                                                                                  | —                                                                           | n.o.    | n.o.             |                  |
| 1995  | —                                                                                 | —                | —                                                                               | —                                                                                 | —                                                                             | —                                                                                  | —                                                                           | —       | n.o.             | n.o.             |
| 1996  | —                                                                                 | —                | 1er tour (1/32) Y. Noah \|\| style="text-align:left;" \| O. Delaitre J. Tarango | —                                                                                 | —                                                                             | —                                                                                  | —                                                                           | n.o.    | n.o.             |                  |

N.B. : le nom du ou de la partenaire se trouve sous le résultat ; le nom des ultimes adversaires se trouve à droite.

## Parcours dans lesMasters 1000
| Année | Indian Wells            | Miami               | Monte-Carlo            | Hambourg                    | Rome                     | Canada | Cincinnati | Stockholm puis Essen puis Stuttgart | Paris                     |
| ----- | ----------------------- | ------------------- | ---------------------- | --------------------------- | ------------------------ | ------ | ---------- | ----------------------------------- | ------------------------- |
| 1990  | —                       | 1er tour J. Tarango | 1/2 finale T. Muster   | 1/2 finale Bo. Becker       | 2e tour A. Mancini       | —      | —          | —                                   | 1er tour S. Bruguera      |
| 1991  | 1er tour J. Arias       | 3e tour M. Chang    | 1er tour C. Caratti    | 1er tour A. Cherkasov       | 1/8 de finale F. Santoro | —      | —          | —                                   | —                         |
| 1992  | —                       | —                   | 1er tour T. Muster     | —                           | —                        | —      | —          | —                                   | 1/4 de finale J. Hlasek   |
| 1993  | 1er tour J. Stoltenberg | —                   | 2e tour S. Edberg      | —                           | —                        | —      | —          | —                                   | 1/8 de finale A. Medvedev |
| 1994  | —                       | —                   | 1er tour M. Gustafsson | 1/8 de finale M. Gustafsson | 2e tour W. Ferreira      | —      | —          | —                                   | —                         |
| 1995  | —                       | —                   | 1er tour D. Rikl       | —                           | —                        | —      | —          | —                                   | 2e tour S. Bruguera       |
| 1996  | —                       | —                   | 1er tour D. Rikl       | —                           | —                        | —      | —          | —                                   | —                         |

N.B. : sous le résultat se trouve le nom de l’ultime adversaire.

## Classement ATP en fin de saison

### En simple
| Année | 1982 | 1983 | 1984 | 1985 | 1986 | 1987 | 1988 | 1989 | 1990 | 1991 | 1992 | 1993 | 1994 | 1995 | 1996 |
| Rang  | 28   | 30   | 27   | 16   | 6    | 21   | 9    | 115  | 30   | 161  | 61   | 101  | 94   | 134  | 1001 |

### En double
| Année | 1982 | 1983 | 1984 | 1985 | 1986 | 1987 | 1988 | 1989 | 1990 | 1991 | 1992 | 1993 | 1994 | 1995 | 1996 |
| Rang  | 55   | 32   | 7    | 22   | 93   | 129  | 35   | 653  | 153  | 106  | 147  | 92   | 178  | 303  | 792  |

## Distinctions
- Élu Champion des champions français par L'Équipe en 1991 à la suite de sa victoire en Coupe Davis (trophée partagé avec Guy Forget).

## Déboires financiers
Désirant soustraire ses revenus au fisc français, Henri Leconte confie ses biens au gestionnaire de fortune suisse Jacques Heyer, auquel il avait été présenté par son ami Nicolas Sarkozy. En 1997, le scandale éclate : Jacques Heyer est un escroc. Leconte sort ruiné de cette affaire. Il évoque ainsi sa mésaventure : « Un sale jour, j’ai reçu un coup de fil d'un avocat. Il a été clair : “Henri, tu n’as plus rien !” Non seulement, l'ami arnaqueur était parti avec des millions, mais [...] il m’escroquait tranquillement, façon petite fourmi, depuis des années. »

## Reconversion
Il joue toujours au tennis sur le circuit ATP Champions Tour, réservé aux ex-gloires du tennis.
En 2001, il remporte les 24 heures sur glace de Chamonix.
Il devient consultant dans un premier temps pour France Télévisions de 1996 à 2003, lors des diffusions du tournoi de Roland-Garros, puis pour Direct 8 en janvier 2008, puis pour Canal+ Sport les Spécialistes en 2009, et enfin pour la chaine Eurosport dans l'émission intitulée : Avantage LECONTE depuis mai-juin 2011.
Il a également été conseiller municipal pour la ville de Levallois-Perret, où il est domicilié, de janvier 2008 à mars 2010. Puis il a été élu président de la section tennis du Levallois Sporting Club en décembre 2009. 
En octobre 2010, il anime l'émission Voisins, vont-ils se mettre d'accord ? sur TF1. Deux autres épisodes ont été diffusés en juillet 2011 et en janvier 2012.
Il fait un passage comme chroniqueur à l'émission de radio Les Pieds dans le plat, sur Europe 1, au cours de la saison 2013-2014.
En 2019 il tourne un clip publicitaire pour la société de régime amaigrissant Comme j'aime.
Fin 2023, il sort un livre autobiographique intitulé Balles neuves. 

## Vie privée

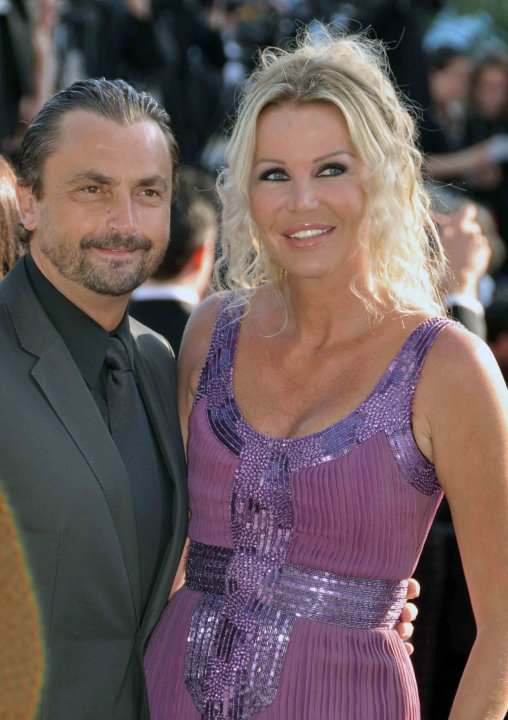
Henri Leconte et son épouse Florentine au festival de Cannes 2010.

En décembre 1984 Henri Leconte épouse à Neuilly-sur-Seine Brigitte Bonnel, divorcée de Guy Drut, avec laquelle il a un fils, Maxime né le 6 mars 1986. Puis, il a une fille, Sara-Luna, en 1996 de son union célébrée l'année précédente avec la torera française Marie Sara Bourseiller, dont il se sépare à la fin des années 1990.
En 2005, il épouse l'ex-mannequin Florentine Delchambre, avec qui il a un fils, Ulysse, né en 2005 et une fille, Marylou, née en 2007. En novembre 2015, Florentine et Henri Leconte se séparent. Henri Leconte est vu à Roland-Garros au bras de la créatrice de bijoux Maria Dowlatshahi, ainsi qu'aux obsèques de Liliane Bettencourt en septembre 2017. Son fils aîné, Maxime, a participé à l'émission Secret Story 1 sur TF1 en 2007.
En 2020, il se lance dans la promotion télévisuelle  du programme minceur  "Comme J'aime". Son fils Ulysse participe en 2024 à l'émission Secret Story 12 à son tour, avec comme secret "J'ai été découvert dans la saison 1 de Secret Story" alors qu'il était à l'époque âgé de 2 ans.